# 9127 Brucekoehn
9127 Brucekoehn (1998 HX51) là một tiểu hành tinh vành đai chính được phát hiện ngày 30 tháng 4 năm 1998 bởi LONEOS ở Anderson Mesa.